# Scorsonère
Scorzonera
Genre
Classification phylogénétique
Scorzonera (les scorsonères) est un genre de plante à fleurs de la famille des Asteraceae (ou Composées). L'espèce la plus connue est Scorzonera hispanica, la scorsonère d'Espagne, ou salsifis noir. On dit aussi tout simplement la scorsonère. On en consomme les racines. La plupart des salsifis que l'on trouve dans le commerce sont en fait des scorsonères.

## Étymologie
Le nom Scorsonère, du genre féminin, est emprunté à l'italien scorzonera (scorza signifie écorce et nera noire), qui a donné aussi le castillan escorzonera. Dans les deux cas, le sens est le même : une espèce était censée soigner la morsure d'une vipère appelée scorzone en italien, et escorçó en catalan.

## Description
Il s'agit de plantes herbacées vivaces.
La tige est creuse et peut faire de 20 à 80 cm.
Les feuilles sont alternes, entières, à limbes lancéolés et nervurés.
La fleur à pétales sépares, jaune, fleurit le plus souvent de juin à début août.
Les akènes sont noirs et surmontés de petits poils, aptes à se disperser au vent.

## Liste d'espèces
- Scorzonera aristata Ramond ex DC.
- Scorzonera austriaca Willd.
- Scorzonera cretica
- Scorzonera crocifolia
- Scorzonera crispatula (Boiss.) Boiss.
- Scorzonera hirsuta L.
- Scorzonera hispanica L. - Scorsonère d'Espagne
- Scorzonera humilis L.
- Scorzonera laciniata L.
- Scorzonera parviflora Jacq.
- Scorzonera purpurea L.

## Répartition
Les espèces se trouvent en Europe et en Asie. Le centre de la biodiversité du genre est autour de la Méditerranée.